# Cycas sphaerica
Cycas sphaerica là một loài thực vật hạt trần trong họ Cycadaceae. Loài này được Roxb. mô tả khoa học đầu tiên năm 1832.